# ラシーン (ウィスコンシン州)

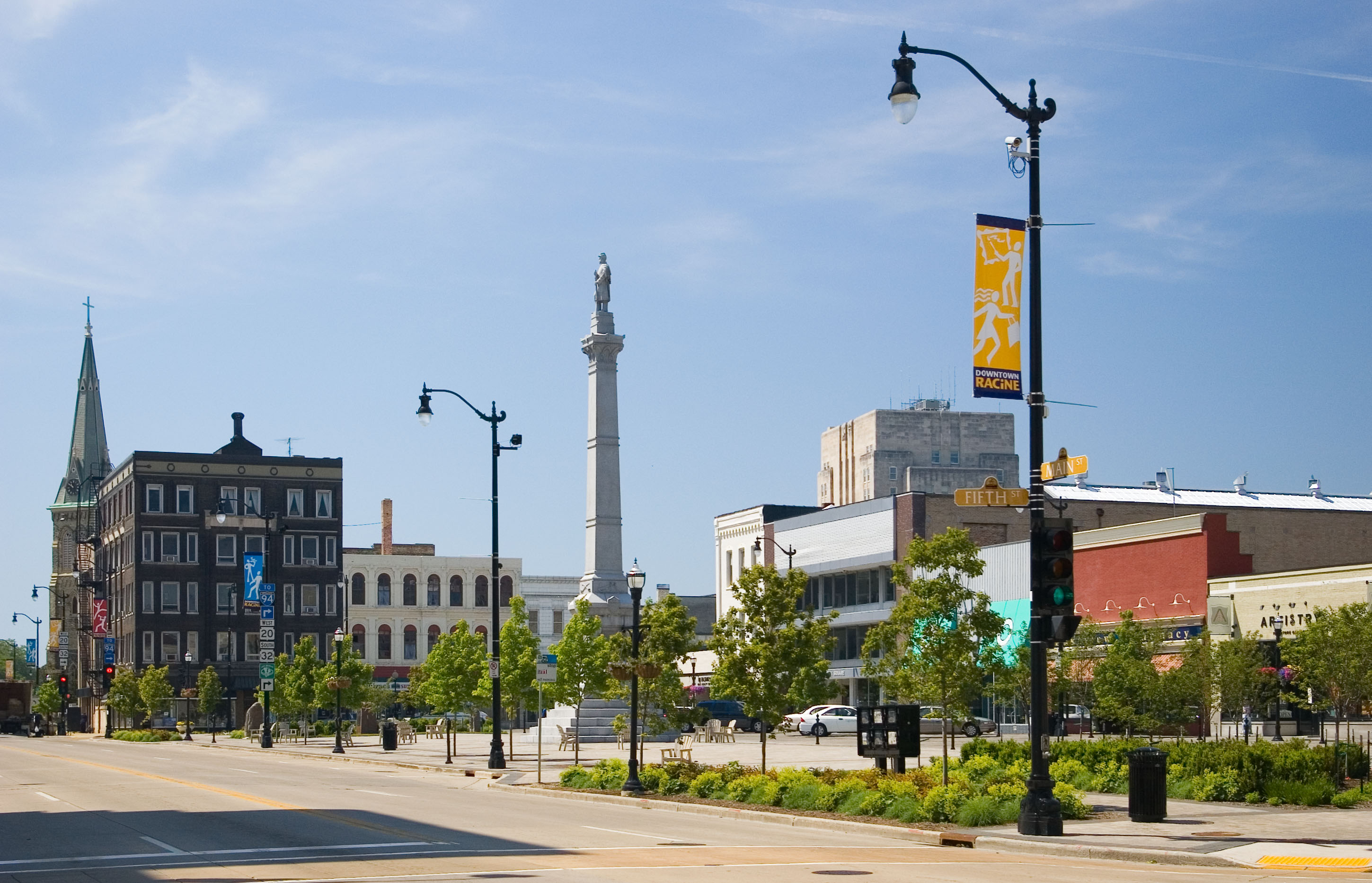
ラシーンのダウンタウン

ラシーン（Racine）は、アメリカ合衆国ウィスコンシン州南東部にある都市。ミルウォーキーの南約40kmに位置する。人口は7万7816人（2020年）で、ミルウォーキー、マディソン、グリーンベイ、ケノーシャに次ぐ州第5の都市である。市はSCジョンソンの企業城下町であるが、ミルウォーキー広域都市圏に含まれる郊外都市としての機能も有している。

## 歴史
ルート川がミシガン湖に注ぐこの地は、先住民にはKipi KawiやChippecottonと呼ばれていた。1699年10月、フランス人探検家の一団が8隻のカヌーでこの地に降り立ち、交易所を開設した。この交易所はやがて小さな入植地へと発展し、フランス語で「根」を意味するRacineと名付けられた。時代が下り、1832年、ブラックホーク戦争の後に、この地にはニューヨーク州からの移民が集まった。1834年にミシガン湖を行き交う船の船長ギルバート・ナップは、この地に入植地を建設し、ポート・ギルバートと名付けようとしたが、その名が受け入れられることはなかった。1841年、入植地はラシーン村として正式な村になった。1848年にウィスコンシンが州に昇格すると、同年8月に開かれた州議会はラシーンの市制施行を可決した。

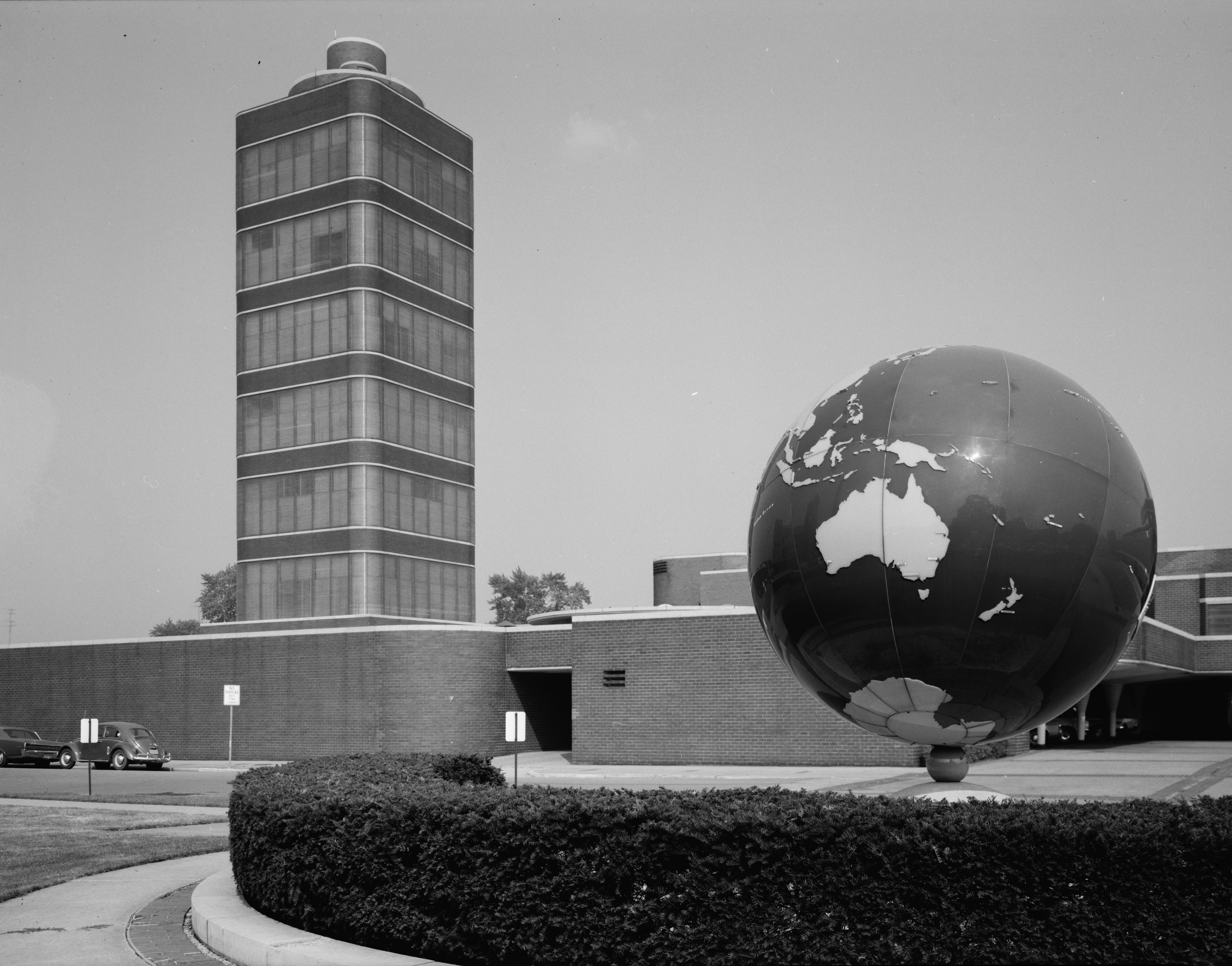
SCジョンソン本社ビル（1969年）

南北戦争前には、ラシーンでは奴隷制度廃止論者の勢力が強く、多くの奴隷が自由を求めて地下鉄道を経由し、街を通り過ぎていった。1854年、セントルイスから逃亡し、ラシーンに住み着いた奴隷ジョシュア・グローバーが連邦保安官に逮捕され、ミルウォーキーの監獄に投獄されると、100人のラシーン市民が立ち上がった。ミルウォーキーにたどり着いた群集はやがて5,000人に達し、牢を破ってグローバーを救出し、カナダへと逃亡させた。この事件がきっかけとなって、やがて1854年、ウィスコンシン州最高裁判所は1850年の逃亡奴隷法は違憲であると宣言した。
南北戦争が終わると、ラシーンにはデンマーク系、ドイツ系、チェコ系の移民が移入してくるようになった。第一次世界大戦中には、他の中西部の工業都市同様に、ラシーンもアフリカ系の労働者を大量に集め始めた。1925年頃からは、メキシコ系の移民も移入してくるようになった。
ラシーンはその初期から工業都市として発展した。初期のラシーンでは唐箕が生産された。やがてラシーンには建設機械・農業機械のJIケースや、洗剤・化学製品のSCジョンソンといった大規模な企業が興り、重工業が発展した。19世紀後半になると、ラシーンは五大湖における水運業の中心地の1つとなり、また初期の自動車産業も興った。
1936年、フランク・ロイド・ライトの設計によるSCジョンソンの本社ビルが建てられた。このビルは1976年に国定歴史建造物に指定された。

## 地理

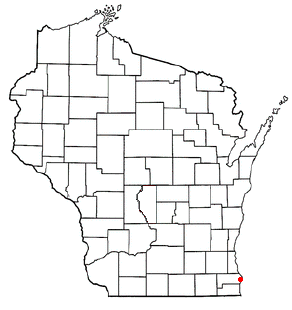
ウィスコンシン州におけるラシーンの位置

ラシーンは北緯42度43分34秒 西経87度48分21秒 / 北緯42.72611度 西経87.80583度に位置する。ミルウォーキーからは南へ約40km、シカゴからは北へ約100kmに位置する。市はミシガン湖岸に位置し、ルート川がミシガン湖に注ぐ河口を中心に広がっている。市の標高は188mである。
アメリカ合衆国国勢調査局によると、ラシーン市は総面積48.4km²（18.7mi²）である。そのうち40.2km²（15.5mi²）が陸地で8.1km²（3.1mi²）が水域である。総面積の16.76%が水域となっている。ラシーン都市圏はラシーン郡1郡のみからなっており、ミルウォーキーの広域都市圏に含まれる。
ラシーンの気候は五大湖岸によく見られる、寒さの厳しい冬と涼しい夏に特徴付けられる大陸性の気候である。最も暖かい7月の月平均気温は22℃、最高気温の平均は26.5℃で、日中でも30℃を超えることは少ない。最も寒い1月の平均気温は氷点下7℃で、日中でも0℃に達さない日が続き、夜は氷点下15℃以下に下がることも珍しくない。降水は春から夏、4月から9月までにかけて多く、月間75-100mmに達する。冬季は概ね乾燥しているが、12月から3月までは月間15-30cm程度の降雪が見られる。年間降水量は880mm程度である。ケッペンの気候区分では、ラシーンは亜寒帯湿潤気候（Dfb）に属する。
|               | 1月  | 2月  | 3月  | 4月  | 5月  | 6月  | 7月  | 8月  | 9月  | 10月 | 11月 | 12月 | 年    |
| ------------- | ---- | ---- | ---- | ---- | ---- | ---- | ---- | ---- | ---- | ---- | ---- | ---- | ----- |
| 平均気温（℃） | -7.0 | -4.9 | 0.9  | 6.9  | 12.7 | 18.5 | 21.7 | 21.1 | 17.1 | 10.7 | 3.6  | -3.7 | 8.1   |
| 降水量（mm）  | 40.6 | 35.6 | 68.6 | 94.0 | 76.2 | 91.4 | 99.1 | 94.0 | 96.5 | 61.0 | 66.0 | 55.9 | 878.9 |

## 政治

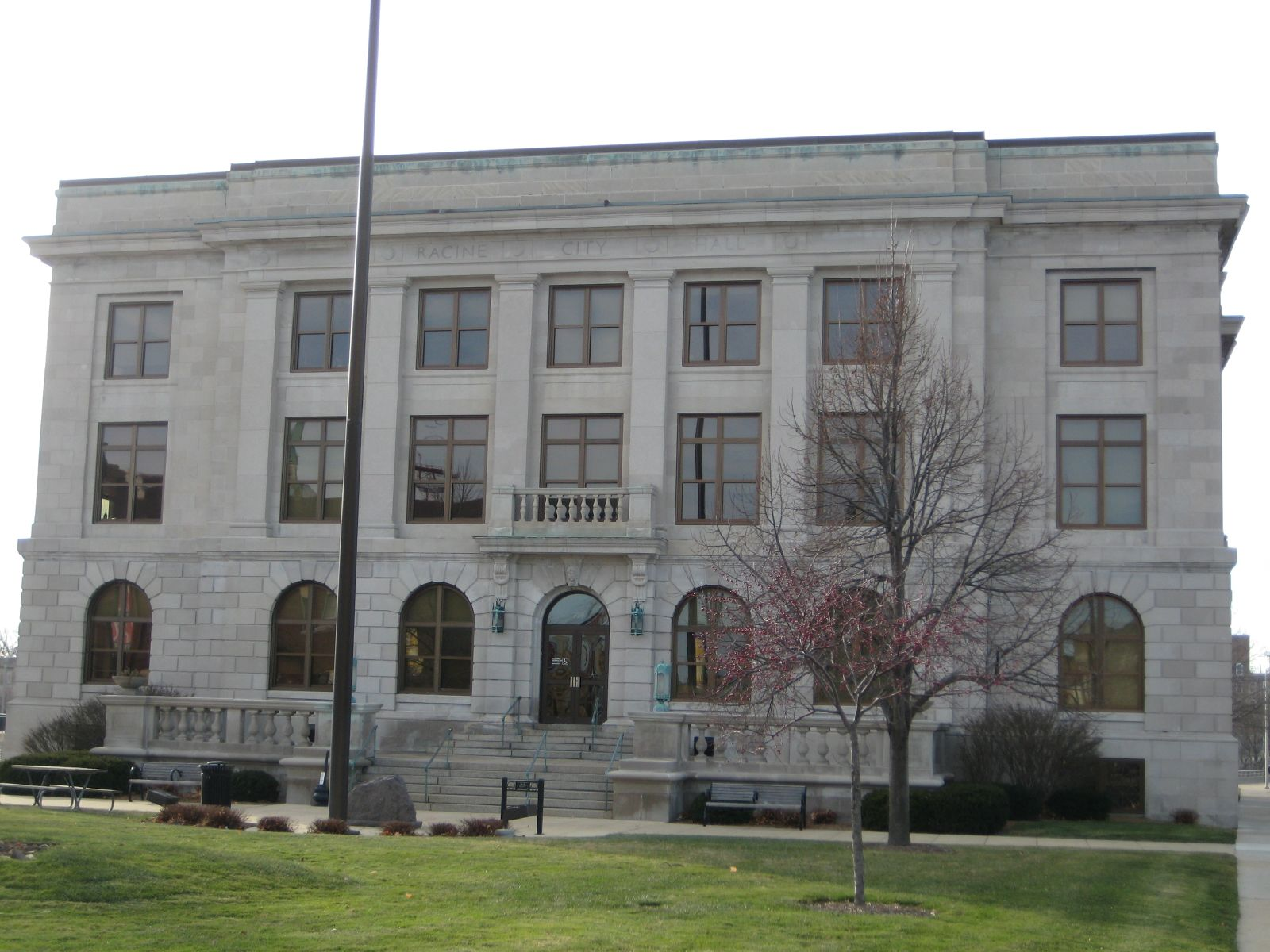
ラシーン市庁舎

ラシーンの市政府のトップには、市の最高施政責任者である市長とは別個にシティ・アドミニストレータがいる。シティ・アドミニストレータは2003年に市政府の効率化・一体化・公正化を目指して創設されたポストで、市政府の実務と予算の準備を統括・監督し、予算を監察し、予算に変更が生じた場合は市長に直に報告する責任を負う。また、シティ・アドミニストレータは市職員の効率性を評価し、給与を管理し、業績に応じて給与の調整を市長に進言する。
市議会は市の立法機関で、政策や条例を採択し、予算を承認する責任を負っている。市議会議員の定数は15名で、市を15に分けた選挙区から各1名ずつが選出される。
連邦議会下院議員選挙においては、ラシーンはケノーシャやジェーンズビルなどと共にウィスコンシン第1選挙区に属している。この選挙区では共和党と民主党の勢力が概ね拮抗しており、やや共和党寄りである。

## 交通

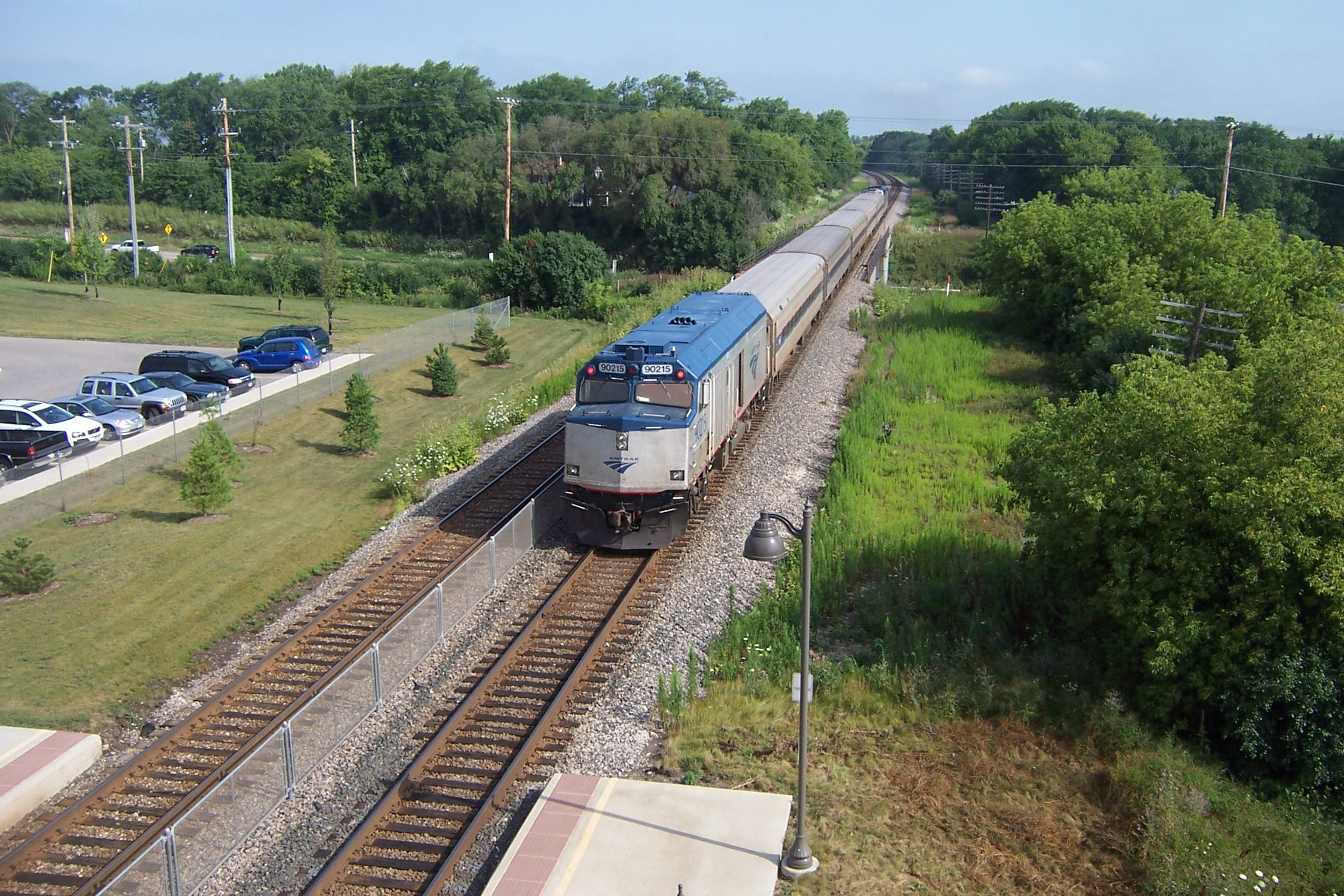
スタートバント駅を発車するハイアワサ号

ラシーンに最も近い商業空港はミルウォーキーのジェネラル・ミッチェル国際空港（IATA: MKE）で、市の中心部からは車で約40分である。市の西にはジョン・H・バッテン記念空港が立地しているが、こちらはゼネラル・アビエーションと呼ばれる、SCジョンソンなどの大企業のビジネスジェット、自家用機やチャーター機が専ら発着する空港である。
市の西、スタートバント村にはアムトラックの駅があり、シカゴとミルウォーキーを結ぶ中距離列車ハイアワサ号が北行、南行とも1日7便ずつ停車する。アムトラックの線路のさらに西には、ミルウォーキーのダウンタウンやシカゴへと通じる州間高速道路I-94が通っている。将来的には、ケノーシャ、ラシーン、ミルウォーキーを結ぶ近郊列車を走らせることが計画されており、これが開通するとラシーンがミルウォーキーと、またケノーシャで接続するメトラを介してシカゴとも近郊列車で結ばれることになる。
市内の公共交通機関としては、ベル・アーバン・システム（BUS）と呼ばれる、9系統の市営の路線バスが走っている。また、夏季には、レトロな車体を用いた「トロリー」と称するバスもダウンタウンで運行される。

## 教育

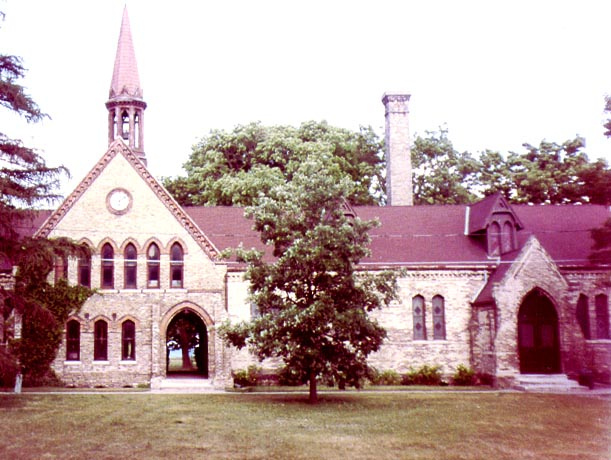
ディボーケン・センター

ラシーンとケノーシャのちょうど中間には、ウィスコンシン大学システムの一角をなすウィスコンシン大学パークサイド校のキャンパスが広がっている。この地域密着型の州立大学は、ウィスコンシン州南東部の人口増加に伴い、もともとラシーンとケノーシャにそれぞれあった2年制の州立短期大学を統合し、4年制大学に移行する形で、1968年に開校した。
かつては、現在のダウンタウンの南、ミシガン湖岸にラシーン大学という聖公会系の大学もあった。ラシーン大学は1852年に開校したが、大学としての歴史は長くは続かず、1887年に閉学した。その後も学校自体はグラマー・スクールとしてしばらくの間存続したが、1933年に完全に閉校した。現在では、ラシーン大学の跡地と建物は聖公会に委譲され、ディボーケン・センターという同教会の修養所となっている。
ラシーンにおけるK-12課程はラシーン統一学区の管轄下にある公立学校によって支えられている。同学区は小学校21校、中学校7校、高等学校5校（いずれもチャーター・スクールおよびマグネット・スクールを含む）を有し、約21,000人の児童・生徒を抱えている。これらの公立学校に加えて、ラシーン市内にはカトリック系、ルーテル教会系、その他の私立学校もいくつか立地している。

## 人口推移
以下にラシーン市における1850年から2010年までの人口推移をグラフおよび表で示す。
| 統計年 | 人口     |
| ------ | -------- |
| 1850年 | 5,107人  |
| 1860年 | 7,822人  |
| 1870年 | 9,880人  |
| 1880年 | 16,031人 |
| 1890年 | 21,014人 |
| 1900年 | 29,102人 |
| 1910年 | 38,002人 |
| 1920年 | 58,593人 |
| 1930年 | 67,542人 |
| 1940年 | 67,195人 |
| 1950年 | 71,193人 |
| 1960年 | 89,144人 |
| 1970年 | 95,162人 |
| 1980年 | 85,725人 |
| 1990年 | 84,298人 |
| 2000年 | 81,855人 |
| 2010年 | 78,860人 |

## 姉妹都市
ラシーンは以下6都市と姉妹都市提携を結んでいる。
- 大磯町（日本・神奈川県）
- オールボー（デンマーク）
- ツァポトラネホ（メキシコ）
- フォルタレザ（ブラジル）
- ブルーフィールズ（ニカラグア）
- モンテリマール（フランス）

## 註
1. ↑  “Quickfacts.census.gov”. 2023年8月17日閲覧。
2. ↑  The Wisconsin Supreme Court Declares the Fugitive Slave Act Unconstitutional, 1854. Wisconsin Historical Society.
3. ↑  Clymer, Floyd. Treasury of Early American Automobiles, 1877-1925. New York: Bonanza Books. 1950年
4. ↑  Administration and Research Tower, S.C. Johnson Company Archived 2009年4月3日, at the Wayback Machine.. National Historic Landmark summary listing. National Park Service.
5. 1 2  Historical Weather for Racine, Wisconsin, United States of America. Weatherbase.com.
6. 1 2  City of Racine Government. City of Racine
7. ↑  Racine City Administrator. City of Racine.
8. ↑  Partisan Voting Index Districts of the 111th Congress Archived 2012年8月3日, at the Library of Congress Web Archives. The Cook Political Report. p.2A.9. 2009年4月10日.（PDFファイル）
9. ↑  Kenosha-Racine-Milwaukee (KRM) Commuter Rail. Transit NOW. Southeastern Wisconsin Coalition.
10. ↑  BUS Route Map. City of Racine.（PDFファイル）
11. ↑  Downtown Trolley Schedule. City of Racine. 2009年5月26日.（PDFファイル）
12. ↑  A Brief History. University of Wisconsin-Parkside.
13. ↑  Croft, Sydney H. A hundred years of Racine College and DeKoven Foundation. Wisconsin Magazine Of History. Vol.35. Issue 4. 1951-1952年.
14. ↑  Racine: Growth and Change in a Wisconsin County. Ed. Nicholas C. Burckel. 1977年.
15. ↑  History Archived 2008年5月13日, at the Wayback Machine.. DeVoken Center.
16. ↑  Our District. Racine Unified School District.
17. ↑  United States Census Bureau. “Census of Population and Housing”. 2014年8月22日閲覧。
18. ↑  Sides, Phillis. City finds newest sister city in Mexico. Racine Journal-Times. 2008年6月29日.